# Mönchenried und Helmegräben bei Artern
Mönchenried und Helmegräben bei Artern este o arie protejată (arie specială de conservare — SAC, sit de importanță comunitară — SCI) din Germania întinsă pe o suprafață de 341 ha, integral pe uscat.

## Localizare
Centrul sitului Mönchenried und Helmegräben bei Artern este situat la coordonatele 51°22′41″N 11°19′12″E / 51.3781°N 11.32°E.

## Înființare
Situl Mönchenried und Helmegräben bei Artern a fost declarat sit de importanță comunitară în septembrie 2000 pentru a proteja 15 specii de animale. Situl a fost protejat și ca arie specială de conservare în iulie 2008.

## Biodiversitate
Situată în ecoregiunea continentală, aria protejată conține 6 habitate naturale: Lacuri eutrofice naturale cu vegetație de tip Magnopotamion sau Hydrocharition, Cursuri de apă de la nivel de câmpie la nivel montan, cu vegetație Ranunculion fluitantis și Callitricho-Batrachion, Liziere de ierburi înalte hidrofile de câmpie și de nivel montan până la alpin, Pajiști aluvionare inundabile, de Cnidion dubii, Fânețe de joasă altitudine (Alopecurus pratensis, Sanguisorba officinalis), Păduri aluvionare cu Alnus glutinosa și Fraxinus excelsior (Alno-Padion, Alnion incanae, Salicion albae).
La baza desemnării sitului se află mai multe specii protejate:
- păsări (10): pescăruș albastru (Alcedo atthis), Charadrius dubius curonicus, barză albă (Ciconia ciconia ciconia), prepeliță (Coturnix coturnix), cristeiul de câmp (Crex crex), sfrâncioc mare (Lanius excubitor excubitor), gaia roșie (Milvus milvus), codobatura galbenă (Motacilla flava), mărăcinar (Saxicola rubetra), nagâț (Vanellus vanellus)
- mamifere (1): vidră de râu (Lutra lutra)
- nevertebrate (4): Coenagrion mercuriale, Coenagrion ornatum, Ophiogomphus cecilia, Unio crassus

Pe lângă speciile protejate, pe teritoriul sitului au mai fost identificate 11 specii de plante, 8 specii de mamifere, 41 de specii de nevertebrate, 4 specii de pești, 1 specie de reptile.